# Boiry-Notre-Dame
Boiry-Notre-Dame ist eine französische Gemeinde mit 443 Einwohnern (Stand 1. Januar 2022) im Département Pas-de-Calais in der Region Hauts-de-France. Sie gehört zum Arrondissement Arras, zum Kanton Brebières und zum Kommunalverband Osartis Marquion.

## Lage
Die Gemeinde Boiry-Notre-Dame liegt elf Kilometer östlich der Innenstadt von Arras und 25 Kilometer nordwestlich von Cambrai. An der südlichen Gemeindegrenze verläuft der Fluss Cojeul. 
Nachbargemeinden von Boiry-Notre-Dame sind Hamblain-les-Prés im Nordosten, Sailly-en-Ostrevent im Osten, Rémy im Südosten, Vis-en-Artois im Süden, Monchy-le-Preux im Südwesten sowie Pelves im Nordwesten.

## Bevölkerungsentwicklung
| Jahr                       | 1962 | 1968 | 1975 | 1982 | 1990 | 1999 | 2006 | 2013 | 2022 |
| -------------------------- | ---- | ---- | ---- | ---- | ---- | ---- | ---- | ---- | ---- |
| Einwohner                  | 404  | 389  | 370  | 408  | 430  | 418  | 434  | 465  | 443  |
| Quellen: Cassini und INSEE |      |      |      |      |      |      |      |      |      |

## Sehenswürdigkeiten
- Kirche Saint-Vaast
- Wasserturm

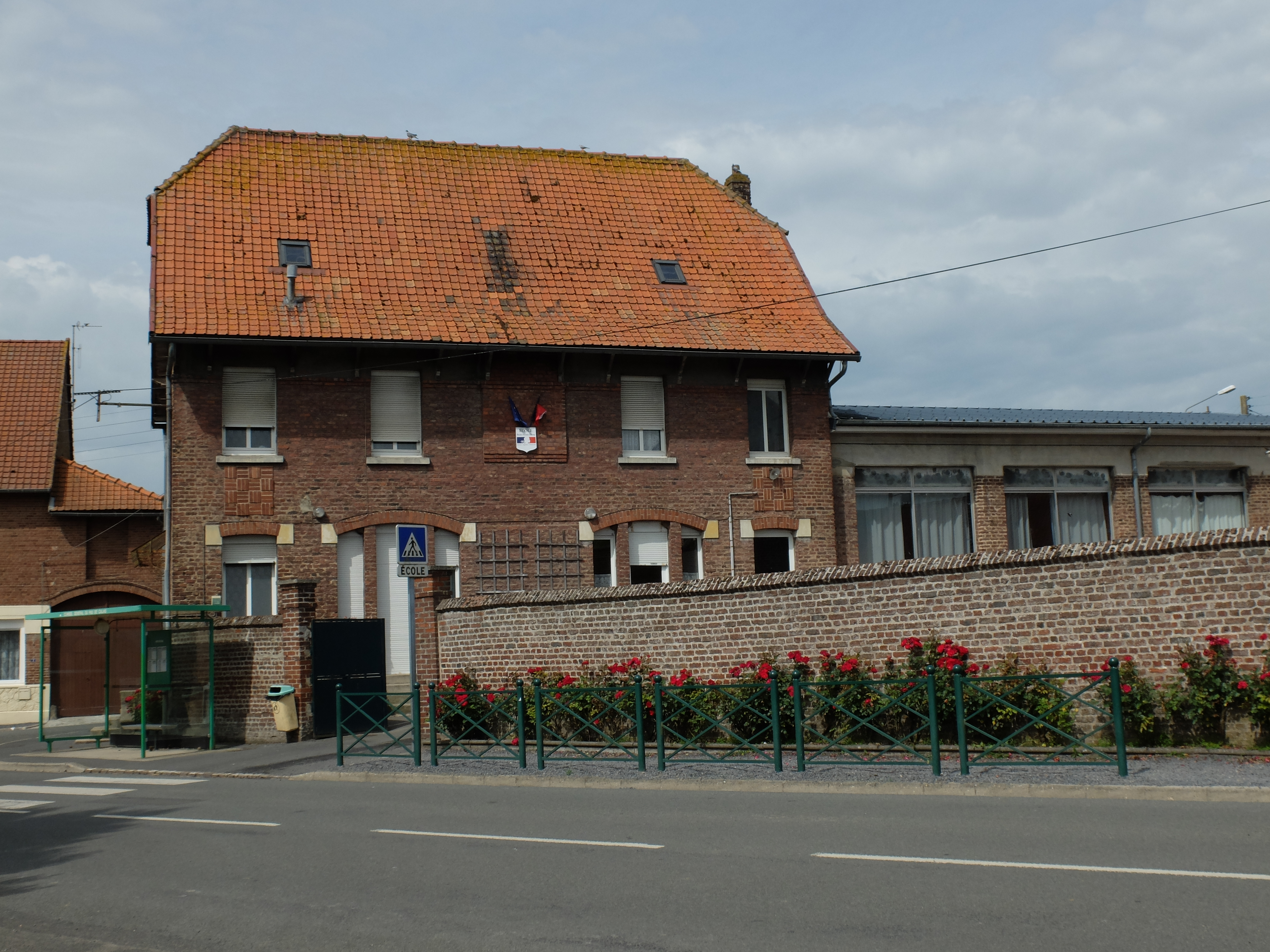
Schule
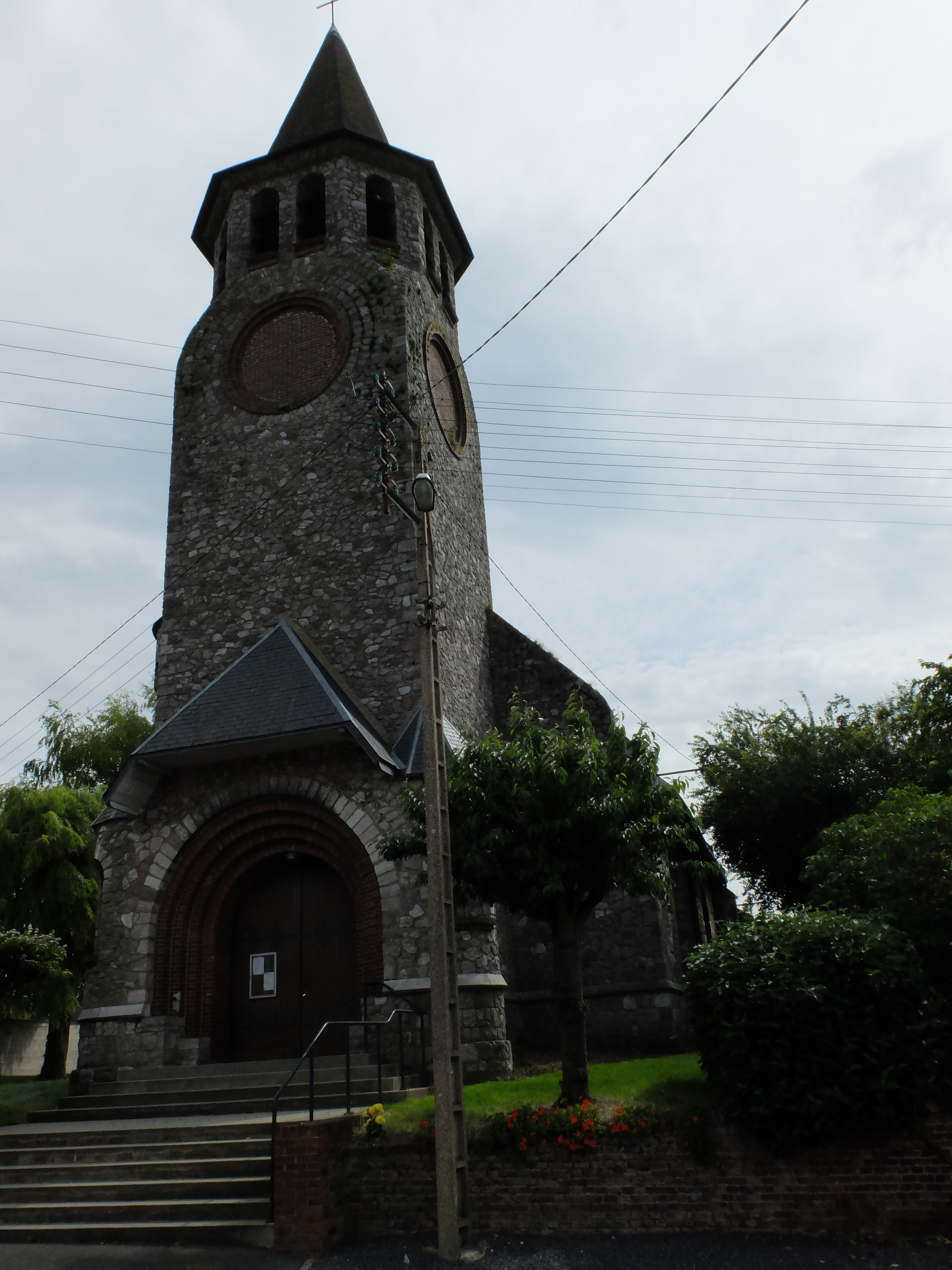
Kirche Saint-Vaast
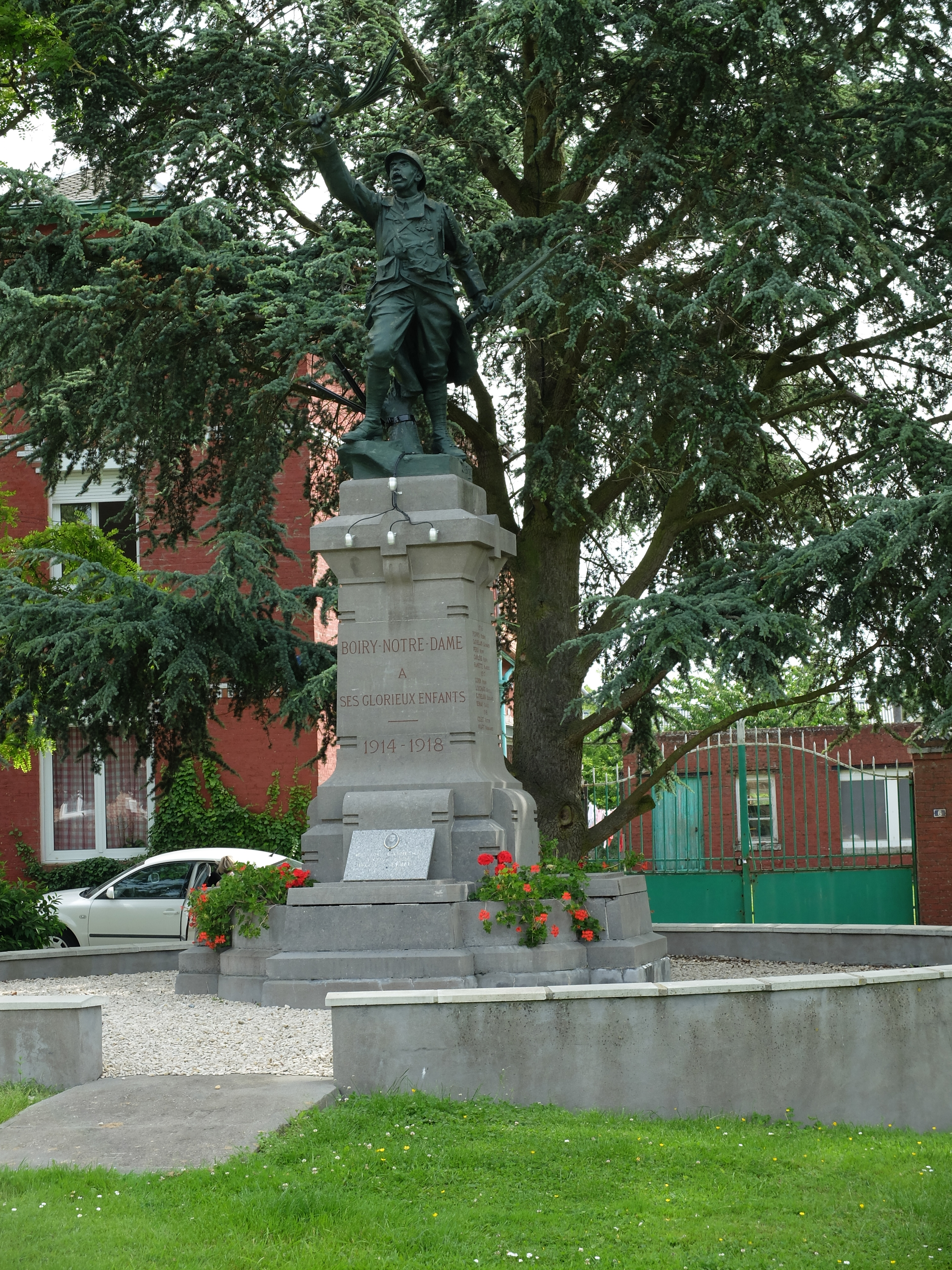
Gefallenendenkmal